# 8627-es mellékút (Magyarország)
A 8627-es számú mellékút egy bő 36 kilométer hosszú, négy számjegyű mellékút Győr-Moson-Sopron és Vas vármegyék határvidékén; Kőszeget köti össze Sopron tágabb vonzáskörzetével.

## Nyomvonala
A 85-ös főútból ágazik ki, annak az 55+350-es kilométerszelvénye közelében, Fertőszentmiklós központjában, délkelet felé; ugyanott indul az ellenkező irányban a 8521-es út is Sarród-Fertőújlak felé. Délkeleti irányát hamarosan délire változtatja, úgy húzódik végig a város központján, Szent István utca néven, majd a belterület déli széle közelében, nagyjából 1,4 kilométer után kiágazik belőle a 8622-es út, Csapodra. 1,7 kilométer után lép ki a település házai közül, 3,5 kilométer után – felüljárón, csomóponttal – keresztezi az M85-ös autóút nyomvonalát, annak az 59+800-as kilométerszelvénye közelében, 4,2 kilométer után pedig átlép a következő település, Röjtökmuzsaj területére, ott már délnyugati irányt követve.
5,1 kilométer után körforgalmú csomóponttal keresztezi a 8612-es utat, nem messze annak 24. kilométerétől, majd kevéssel ezután beér Röjtökmuzsaj Röjtök településrészére. Rövid belterületi szakaszán nyugat felé halad, majd újra délnyugatnak fordul. A 7. kilométere táján, mintegy 400 méternyi szakaszon Ebergőc délkeleti határvonalát kíséri, de még ezután is röjtökmuzsaji területen marad. Nagyjából a 8+600-as kilométere táján halad el Röjtökmuzsaj, Pusztacsalád és Sopronkövesd hármashatára mellett, amit elhagyva ez utóbbi község területén folytatódik.
Lakott területeket Sopronkövesd határai közt nem érint, Lövő a következő, útjába eső község, amelynek határát kevéssel a 10. kilométere után szeli át, első házait pedig 12,8 kilométer után éri el.  Pár lépéssel ezután kiágazik belőle északnyugat felé a 86 313-as számú mellékút, a Sopron–Szombathely-vasútvonal Lövő vasútállomására, 13,2 kilométer után pedig gyors egymásutánban keresztezi a vasút vágányait és a 84-es főutat; utóbbi itt 95,5 kilométer megtételén van túl, a Balaton térségétől Sopron felé húzódva. A főút keresztezése után már csak rövid szakasza húzódik a község belterületei között, 13,6 kilométer után maga mögött hagyja Lövő utolsó házait is.
Kicsivel a 14. kilométere előtt szeli át Völcsej határát, s a kicsiny, egyutcás faluban úgyszólván teljes hosszában belterületen halad, Fő utca néven. 15,9 kilométer után már Sopronhorpács határai közt jár, e községet 16,7 kilométer után éri el; települési neve előbb Széchenyi utca, majd a központig Dózsa György utca; ott keresztezik egymást a 8626-os úttal, a falu déli széléig hátralévő szakasza pedig a Bem József utca nevet viseli. 17,8 kilométer után újból külterületek között kanyarog, 18,5 kilométer után pedig újból átszel egy településhatárt: onnan egy darabig Egyházasfalu lakatlan külterületei közt vezet. A 20. kilométerét elhagyva egy kisebb szakasza ismét sopronhorpácsi határok között húzódik, de lakott helyet ott sem érint.
20,6 kilométer után érkezik meg az út Zsira területére, de a több jól elkülönülő részből álló határfalunak csak a legdélebbi községrészét, Salamonfát szeli át, a 23. kilométere közelében, egy aránylag rövid belterületi szakasszal. E falurész központjában torkollik vissza bele északnyugat felől, Und és Zsira északibb településrészei irányából a 8626-os út, illetve ugyanabban a csomópontban ér véget, az ellenkező irányból érkezve a Ciráktól idáig húzódó 8614-es út is.
23,9 kilométer után átlépi Répcevis határát, alig több mint 100-150 méterrel ezt követően átszeli a Répce folyását, a kis folyó túlsó partján pedig már szinte egyből Nemesvis településrész házai között húzódik tovább. 24,4 kilométer után keresztezi az 1970-es években felszámolt egykori Sárvár–Répcevis–Felsőlászló-vasútvonal nyomvonalát, ennek helye viszonylag könnyen felismerhető az alapján is, hogy a keresztező földút töltésen fut. Belterületi szakasza e faluban is viszonylag rövid, a 25. kilométere táján már újra külterületen folytatódik.
Majdnem pontosan a 26. kilométerénél lép át Vas vármegye Kőszegi járásába, azon belül is Peresznye területére. 26,8 kilométer után éri el a község első házait, ahol a Rákóczi utca nevet veszi fel; szinte pontosan egy kilométernyi szakasza húzódik e néven a falu lakott területei között.
A 28+850-es kilométerszelvényétől Horvátzsidány határai között folytatódik; 29,9 kilométer után beletorkollik kelet-délkeleti irányból, Újkér-Csepreg felől a 8624-es út; ugyanott eléri a település belterületének keleti szélét is. Innen egy szakaszon Csepregi utca, a központban Jókai tér, attól délre pedig Kőszegi utca a települési neve; közben, a Jókai téri szakaszánál – a 30+350-es kilométerszelvénye közelében – kiágazik belőle északnyugatnak a 86 122-es számú mellékút, a zsáktelepülésnek tekinthető Ólmod határfalu központja felé.
33,5 kilométer után lép át az út Kőszeg területére; a 36. kilométere táján elhalad a város naperőművének létesítményei mellett, melyek közt a Csepregi út nevet veszi fel. Utolsó méterein keresztezi a Szombathely–Kőszeg-vasútvonal Kőszeg vasútállomásának északi kihúzóvágányait, majd véget is ér, beletorkollva a 87-es főútba, annak a 45+800-as kilométerszelvényénél.
Teljes hossza, az országos közutak térképes nyilvántartását szolgáló kira.gov.hu adatbázisa szerint 36,595 kilométer.

## Története
Az 1935-ben tervezett 87. számú főutat eredetileg Lövőtől, a 84-es útból kiágazva Sopronhorpács irányában Kőszegig (azaz a cikkben tárgyalt mellékút Lövő-Kőszeg szakaszát is magába olvasztva), onnan Szombathely, Rum, Mikosszéplak, Zalaszentgrót, Karmacs, Hévíz érintésével Keszthelyig építették volna ki, de erre megfelelő mennyiségű pénz nem gyűlt össze, mivel Ausztria kizárólag a Bécs és a Balaton közti legrövidebb összeköttetést, azaz a 84-es főutat támogatta anyagilag, így a főútnak csak a Kőszeg-Szombathely-Rum-Kám szakasza készült el.

## Települések az út mentén
- Fertőszentmiklós
- Röjtökmuzsaj
- (Ebergőc)
- (Pusztacsalád)
- (Sopronkövesd)
- Lövő
- Völcsej
- (Sopronhorpács)
- (Egyházasfalu)
- Zsira
- Répcevis
- Peresznye
- Horvátzsidány
- Kőszeg

## Képgaléria

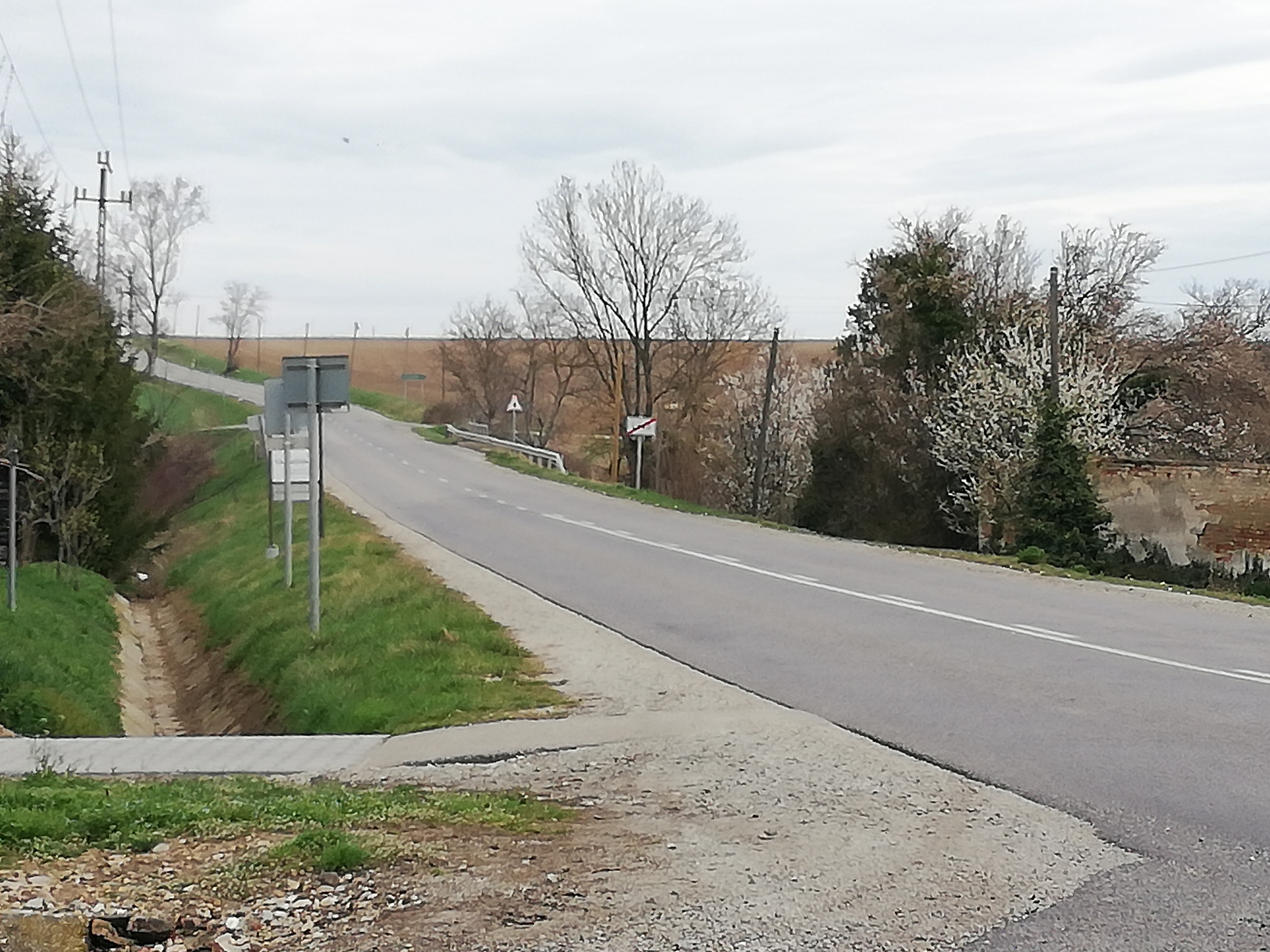
Lövőn a főutcától Fertőszentmiklós felé nézve
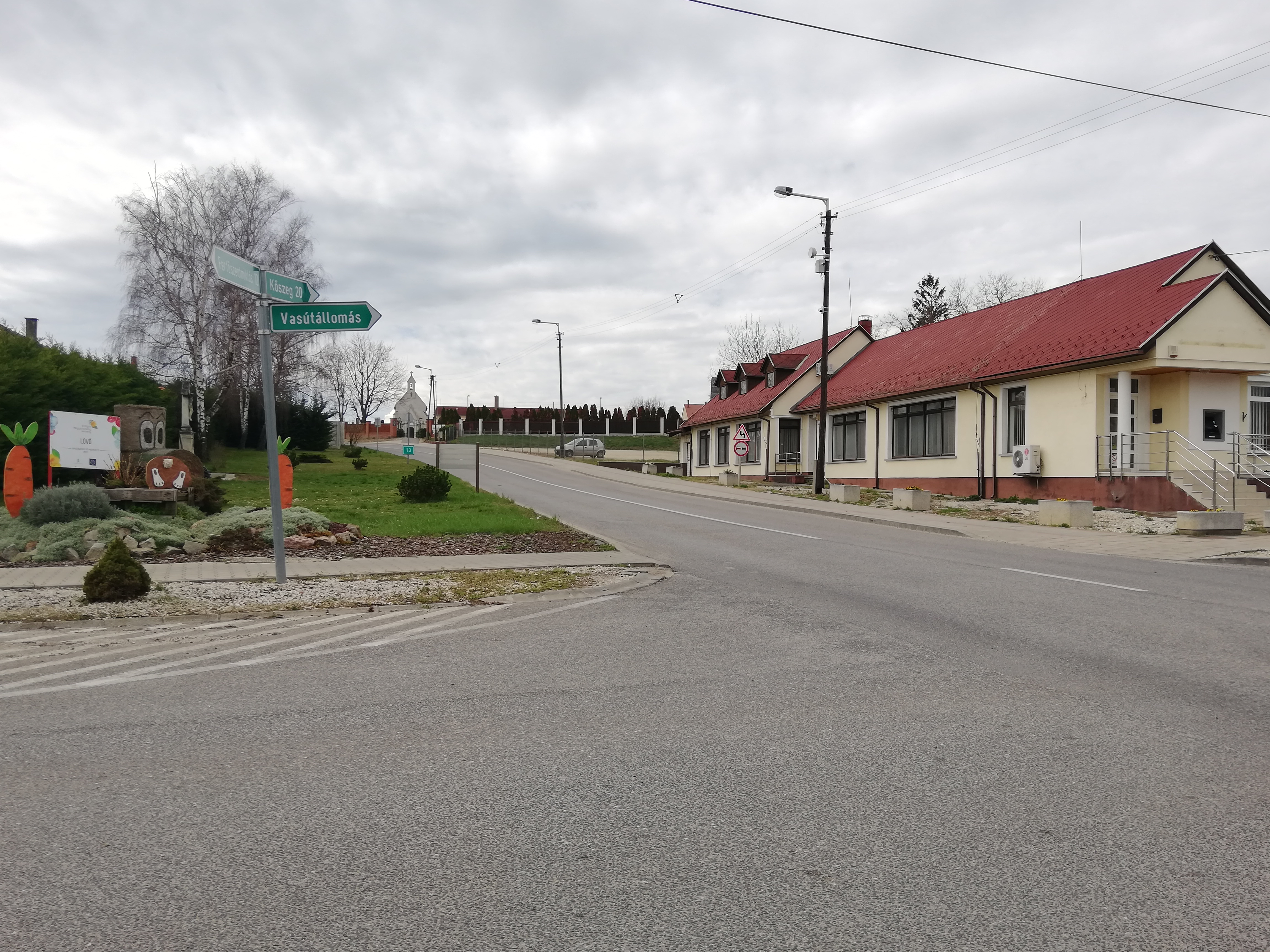
Lövő főutcájától Sopronhorpács felé nézve
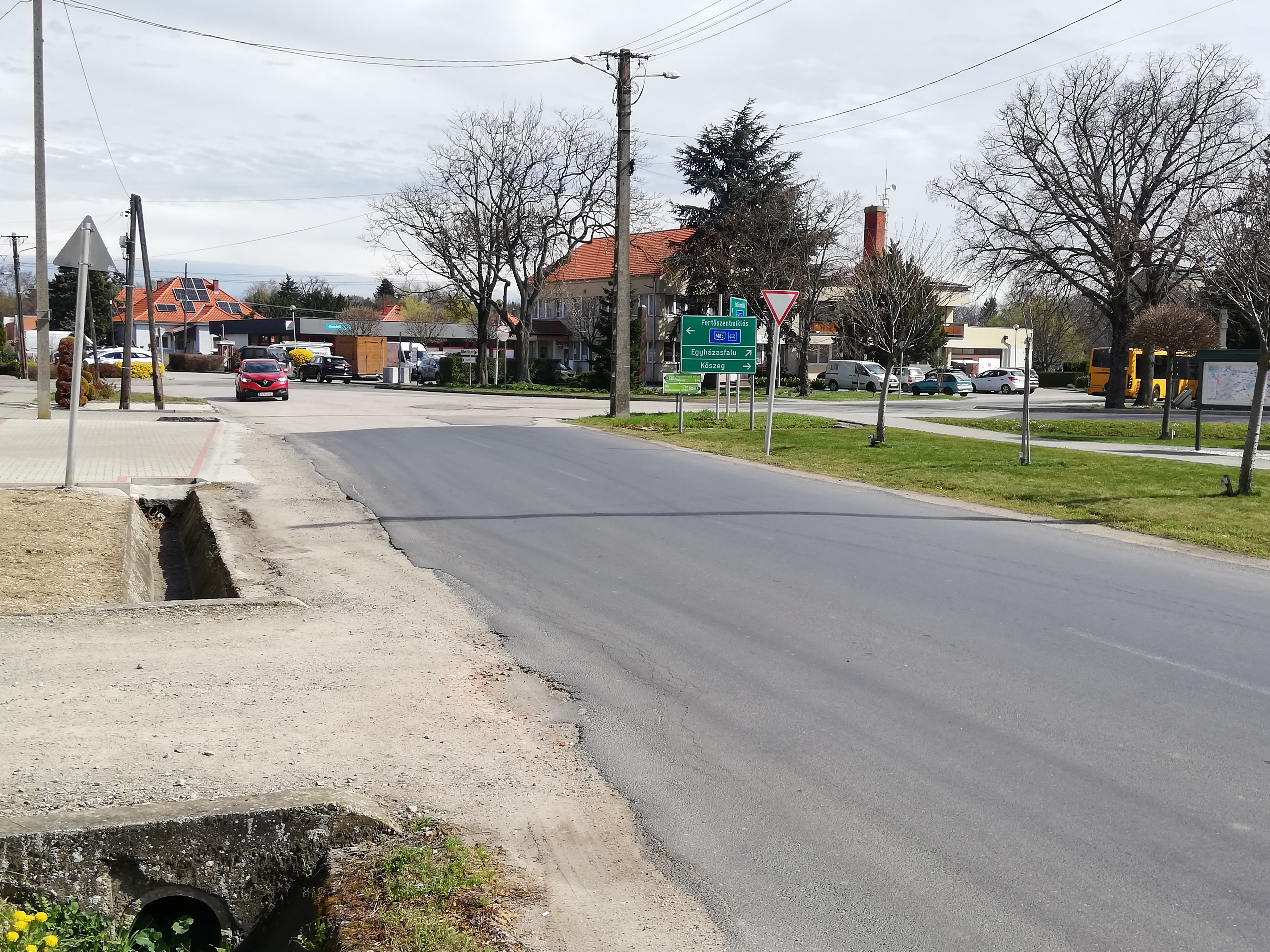
Sopronhorpácsi keresztezése a 8626-os út undi iránya (nyugat) felől nézve
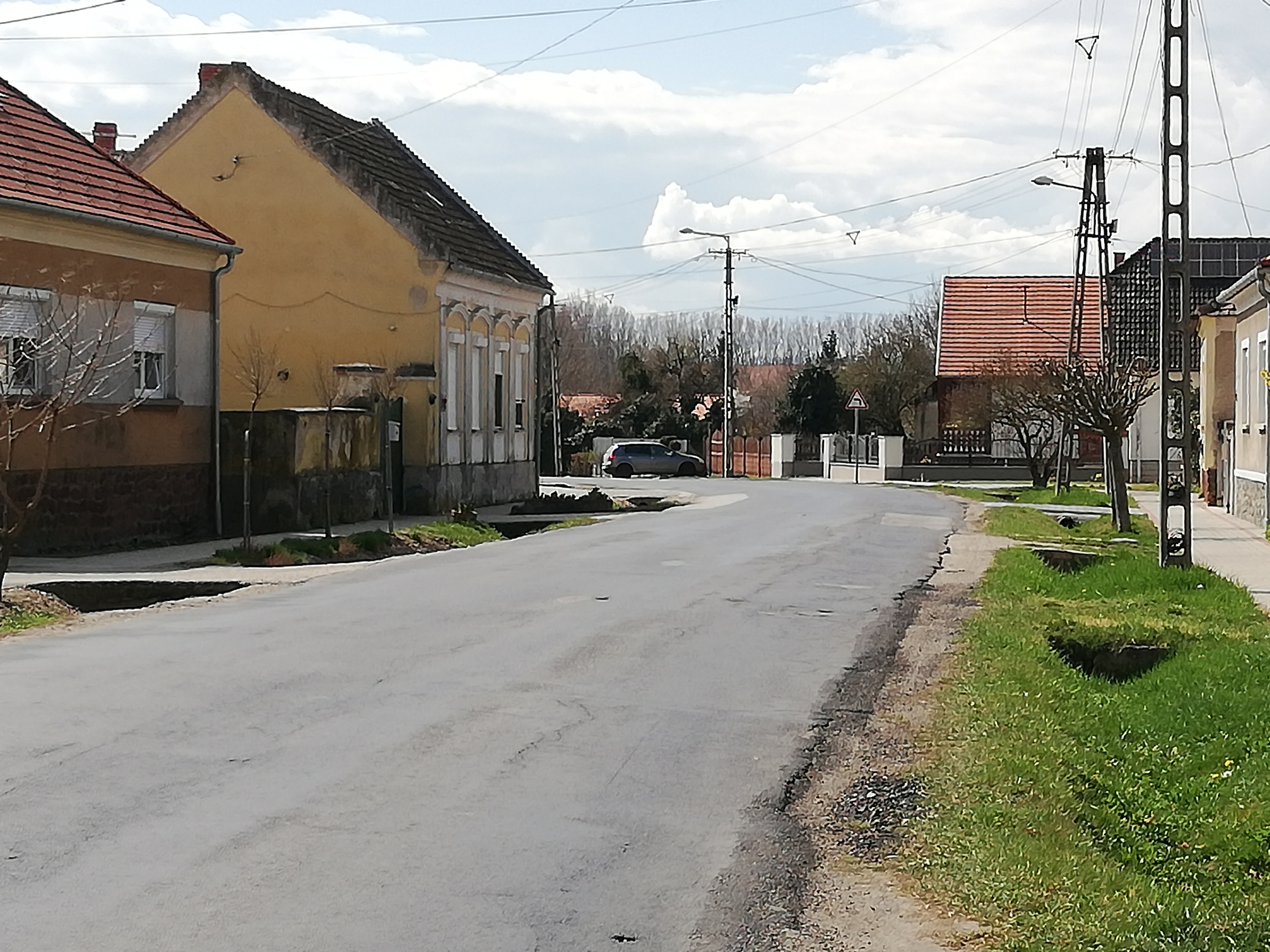
Sopronhorpácson, a központtól Zsira-Kőszeg felé nézve
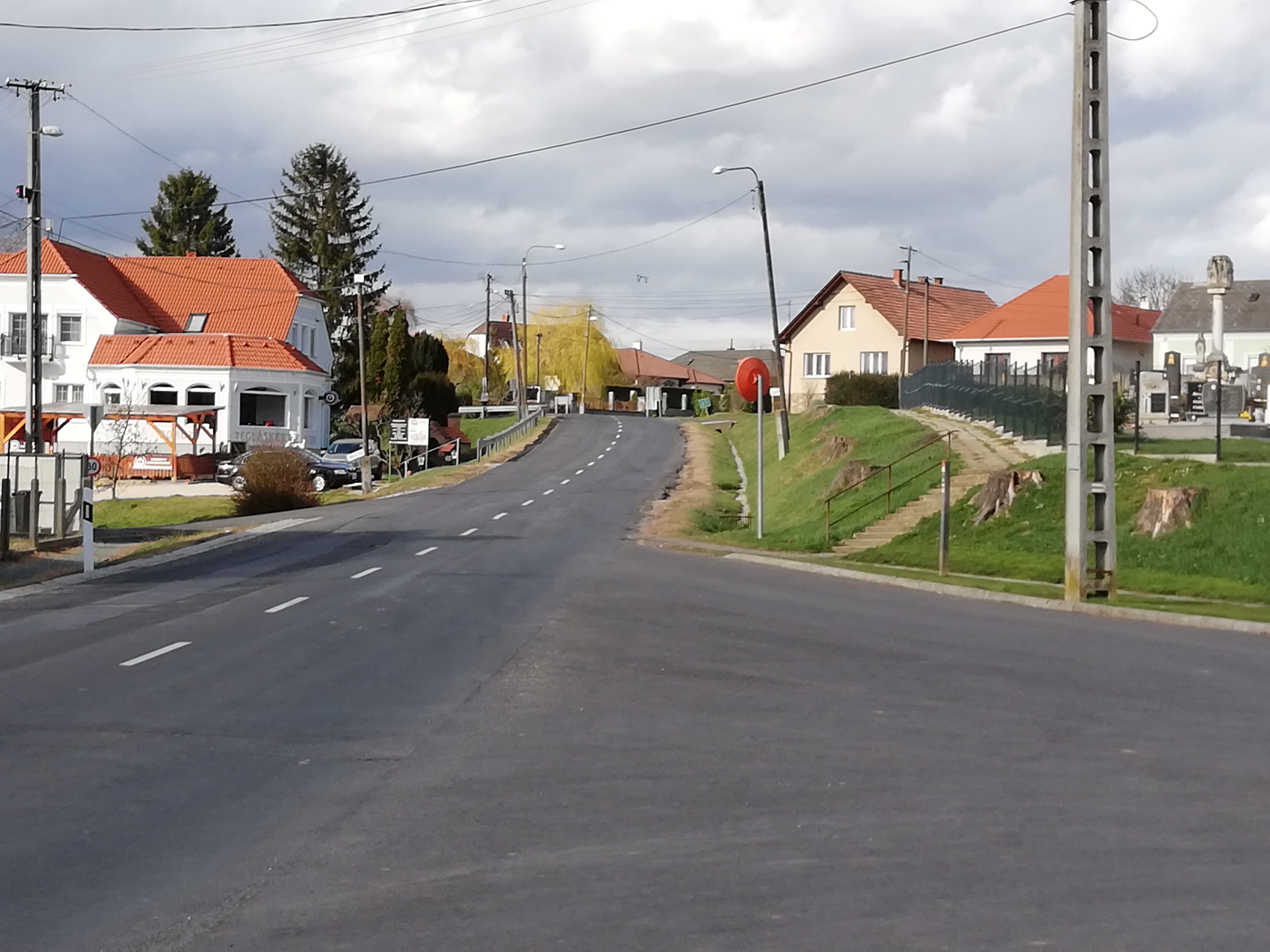
Az út Peresznye nyugati részén
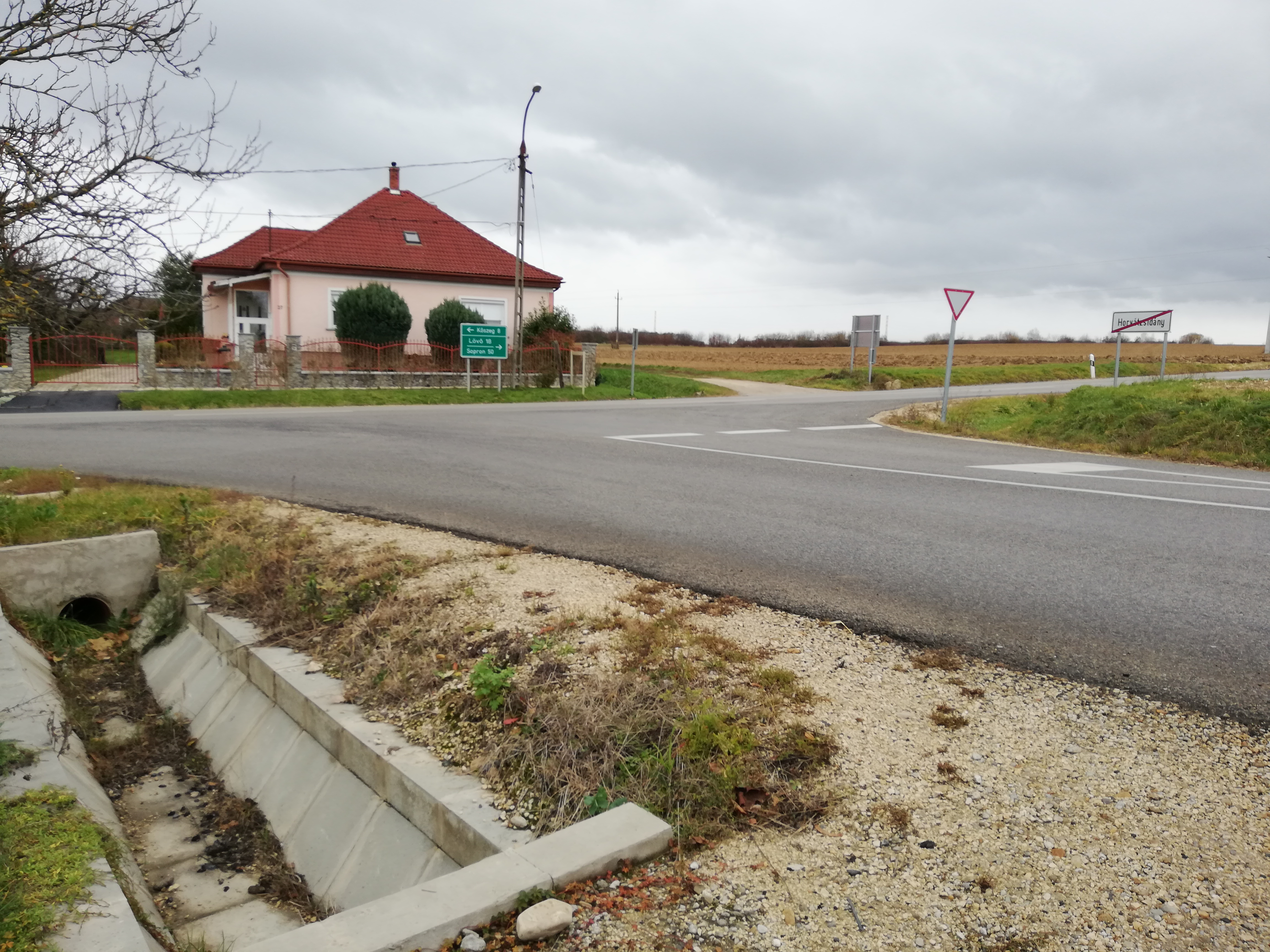
A 8627-es és 8624-es utak találkozási pontja Horvátzsidány határában
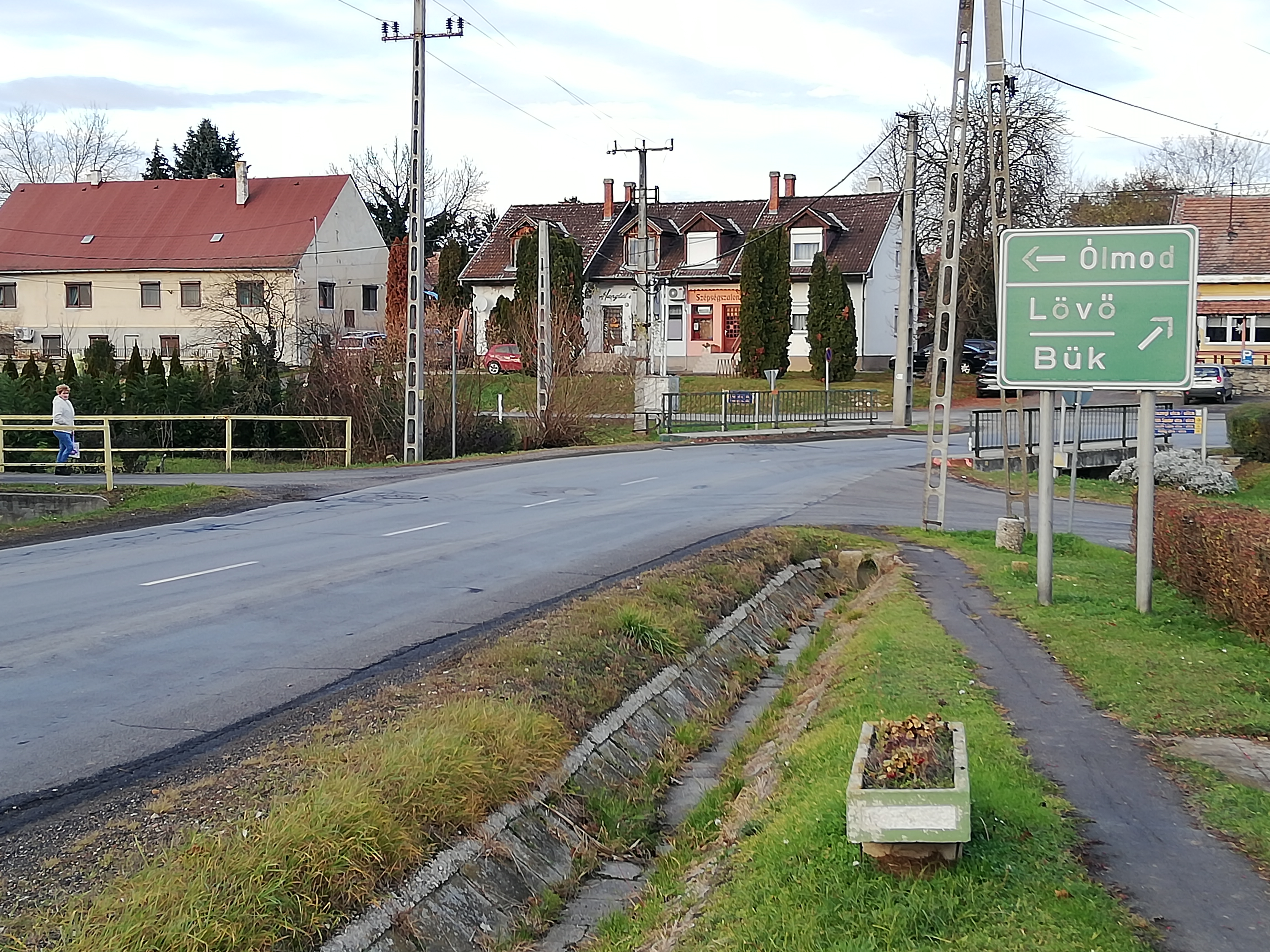
Az út Horvátzsidány központjában, az ólmodi elágazásnál, Kőszeg felől nézve